# Alfredo Baquerizo
Alfredo Baquerizo Moreno, né à Guayaquil le 28 septembre 1859, et mort à New York le 20 mars 1951, est un homme d'État. Il a été le président de l'Équateur du 1er septembre 1916 au 31 août 1920.